# Balatonfüredi-erdő
Balatonfüredi-erdő este o arie protejată (arie specială de conservare — SAC, sit de importanță comunitară — SCI) din Ungaria întinsă pe o suprafață de 3.489,62 ha, integral pe uscat.

## Localizare
Centrul sitului Balatonfüredi-erdő este situat la coordonatele 46°59′54″N 17°53′07″E / 46.998333°N 17.885278°E.

## Înființare
Situl Balatonfüredi-erdő a fost declarat sit de importanță comunitară în mai 2004 pentru a proteja 2 specii de plante și 16 specii de animale. Situl a fost protejat și ca arie specială de conservare în februarie 2010.

## Biodiversitate
Situată în ecoregiunea panonică, aria protejată conține 10 habitate naturale: Păduri panonice-balcanice de stejar turcesc - stejar sesil, Pajiști panonice carstice (Stipo-Festucetalia pallentis), Păduri panonice cu Quercus pubescens, Pante stâncoase calcaroase cu vegetație casmofită, Formațiuni de Juniperus communis pe lande sau pajiști calcaroase, Păduri panonice cu Quercus petraea și Carpinus betulus, Pajiști stepice subpanonice, Grohotișuri medio-europene calcaroase, de la nivel colinar și montan, Păduri pe pante, grohotișuri și ravene de Tilio-Acerion, Păduri de fag din Europa Centrală dezvoltate pe sol calcaros cu Cephalanthero-Fagion.
La baza desemnării sitului se află mai multe specii protejate:
- plante (2): sisinei (Pulsatilla grandis), Seseli leucospermum
- mamifere (3): liliac cârn (Barbastella barbastellus), liliac cu urechi de șoarece (Myotis blythii), liliac comun (Myotis myotis)
- nevertebrate (13): croitorul mare al stejarului (Cerambyx cerdo), Cucujus cinnaberinus, Erannis ankeraria, fluturele de noapte (Eriogaster catax), fluturele auriu (Euphydryas aurinia), Euplagia quadripunctaria, Hypodryas maturna, Limoniscus violaceus, rădașcă (Lucanus cervus), fluturele purpuriu (Lycaena dispar), croitorul cenușiu al stejarului (Morimus funereus), Vertigo angustior, Vertigo moulinsiana

Pe lângă speciile protejate, pe teritoriul sitului au mai fost identificate 4 specii de plante.